# Zagrotes apophysalis
Zagrotes apophysalis – gatunek pająka z rodziny worczakowatych. Zamieszkuje Iran.

## Taksonomia
Gatunek ten opisany został po raz pierwszy w 2021 roku przez Alirezę Zamaniego, Marię Chadzaki, Siergieja Esjunina i Jurija Marusika na łamach „European Journal of Taxonomy”. Stanowi gatunek typowy rodzaju Zagrotes. Jako lokalizację typową wskazano okolice Seyyed Safi w irańskim ostanie Kohgiluje wa Bujerahmad. Epitet gatunkowy pochodzi od powiększonej apofizy retrolateralnej goleni nogogłaszczków samca.

## Morfologia i zasięg
Samiec osiąga 4,9 mm długości ciała przy karapaksie długości 2 mm i szerokości 1,4 mm, samica zaś 5,6 mm długości ciała przy karapaksie długości 2,1 mm i szerokości 1,6. Karapaks, szczękoczułki, warga dolna, szczęki i sternum są jednolicie jasnobrązowe. Odnóża pozbawione są obrączkowania, również jasnobrązowe. Kolejność par odnóży od najdłuższej do najkrótszej to: IV, I, II, III. Jasnoszarawobrązowej barwy opistosoma (odwłok) ma krótkie, trójkątne, dwukrotnie szersze niż dłuższe skutum. Ubarwienie kądziołków przędnych jest jednolite, jasnoszarawe. Genitalia samicy cechuje dłuższa niż szeroka płytka płciowa. Ma ona wyraźny trzonek o stożkowatej podstawie i palcowatym szczycie, wyraźnie odgraniczony tył przedsionka oraz długie i poskręcane przewody kopulacyjne zakończone szerokimi woreczkami. Nogogłaszczki samca mają trzykrotnie dłuższe niż szerokie udo, nabrzmiałą w części dosiebnej rzepkę, krótszą od rzepki, nabrzmiałą w części tylno-bocznej, dwukrotnie szerszą pośrodku niż u podstawy goleń, rozwidloną na zaokrąglone ramię brzuszne i ostro zakończone ramię grzbietowe apofizę retrolateralną, wydłużone, 2,3 raza dłuższe niż szerokie, nieco krótsze od uda, stożkowato zwieńczone cymbium, dwukrotnie dłuższe niż szerokie i zaopatrzone w podzieloną na dwa ramiona środkową apofizę tegulum, nitkowaty embolus  oraz palcowatą apofizę w pobliżu jego podstawy. Jest to jedyny gatunek rodzaju z silnie zmodyfikowaną rzepką i golenią.
Gatunek palearktyczny, znany z ostanów Kohgiluje wa Bujerahmad i Hormozgan na południu Iranu.